# We Can't Stand Sitting Down
We Can't Stand Sitting Down (2006) is het tweede album van de Christelijke rockband Stellar Kart. In april 2007 heeft de band voor het nummer Me And Jesus een Dove Award gewonnen voor "Rock Contemporary Song of the Year".

## Nummers
De nummers op dit album zijn:
1. Procrastinating (2:41)
2. Activate (3:15)
3. Me And Jesus (3:24)
4. Lose Control (2:47)
5. Hold On (3:23)
6. Always Waiting (2:42)
7. Only Wanted (2:58)
8. Finding Out (2:43)
9. Wishes And Dreams (3:53)
10. I'm Pretty Good (2:24)
11. I Wanna Live (3:18)
12. Angels In Chorus (3:05)

## Bezetting
- Adam Agee - zang, gitaar
- Cody Pellerin - gitaar
- Brian Calcara - basgitaar
- Jordan Bradford Messer - drums